# 山崎誠助
山崎 誠助（やまさき せいすけ、1912年9月23日 - 2015年7月29日）は、日本の劇作家。教育者。劇団「麦の会」主宰。（元）小学校校長。致道博物館顧問。鶴岡市芸術文化協会会長。栄典・称号は勲五等瑞宝章・鶴岡市名誉市民。

## 人物
生まれつき病弱な体だった為、小学校を中途退学し十数年に及ぶ闘病生活の中、独学で教員検定に合格。教員免許を取得し1934年8月、泉尋常高等小学校准訓導心得となる。その後38年間にわたって小学校の教員を続け、そのかたわら1947年、劇団「麦の会」の前身となるNHK鶴岡放送劇団、NHK鶴岡放送児童劇団を主宰し舞台劇・劇作家活動に取り組み、1964年6月には、両劇団を一本化して劇団「麦の会」を創設する。これまでに手掛けた作品は実に1500以上に及んだ。1968年4月には、山形県藤島町立藤島小学校校長に就任し、これを最後に教職を定年退職する。その後は、舞台劇・劇作家活動も続けながら、鶴岡市社会教育委員長を始めとして、鶴岡市文化会館運営委員会委員長、鶴岡市こども像策定審議会会長、鶴岡市表彰審査委員会委員長、鶴岡市芸術文化協会会長など、数々の機関の要職を歴任した。また、舞台劇・劇作家活動の功績によって数多くの文化賞（高山樗牛賞、山形県教育功労賞、鶴岡市芸術祭賞、地域文化功労者賞、斎藤茂吉文化賞、鶴岡市特別文化功績賞など）も受賞している。
1995年11月には、勲五等瑞宝章を叙勲。2007年3月18日には、鶴岡市名誉市民となった。趣味は写真とビデオ撮影で、20数年に及ぶビデオ撮影歴の集大成が、「四季の旅人」と題して2002年7月に、サンナコよりリリースされた。

## 略歴
- 1912年9月23日、山形県西田川郡斎村大字遠賀原(現・鶴岡市千石町)に、山崎剛次郎（旧庄内藩士・書家）の3男4女の末子として生れる。
- 1920年、インフルエンザが原因で結核に侵され、以後10年くらい生死の境を彷徨う。
- 1934年8月、泉尋常高等小学校准訓導心得
- 1937年3月、渡前尋常高等小学校訓導
- 1945年3月、鶴岡市朝暘第一国民学校訓導
- 結婚する。
- 1947年、NHK鶴岡放送劇団、NHK鶴岡放送児童劇団を主宰する。
- 1956年6月、田川教育出張所指導主事となる。
- 1962年4月、山形県三川村立押切小学校（現・三川町立押切小学校）の校長に就任
- 1964年6月、劇団「麦の会」を結成する。
- 1968年4月、山形県藤島町立藤島小学校の校長に就任
- 1970年11月、高山樗牛賞受賞
- 1971年11月、山形県教育功労賞（演劇文化）受賞
- 1980年7月、鶴岡市社会教育委員長に就任
- 1981年4月、鶴岡市文化会館運営委員会委員長に就任
  - 12月、鶴岡市芸術祭賞受賞
- 1985年8月、鶴岡市こども像策定審議会会長に就任
- 1988年7月、鶴岡市表彰審査委員会委員長に就任
- 1989年11月、地域文化功労者賞を受賞する。
  - 11月、第35回齋藤茂吉文化賞（芸術部門演劇）受賞
- 1991年10月、鶴岡市政功労者賞受賞
- 1995年11月、勲五等瑞宝章を叙勲される。
  - 劇団「麦の会」が、第33回山形県民芸術祭大賞受賞
- 1996年、鶴岡市芸術文化協会会長に就任
- 1997年10月、鶴岡市特別文化功績賞受賞
  - 10月、山形大学同窓会特別文化功労表彰受賞
- 2002年4月、映画「たそがれ清兵衛」の方言指導をする。
  - 7月、VHSビデオ「四季の旅人」がサンナコよりリリースされる。
- 2004年、映画「隠し剣鬼の爪」の方言指導をする。
  - 3月、鶴岡アートフォーラム運営協議会会長に就任
  - 4月24日、『故酒井忠明氏を偲ぶ会』にて『酒井忠明氏を偲んで』と題して語る。
  - 8月26日、ペットの愛犬ハナが亡くなる。
- 2007年3月18日、鶴岡市名誉市民推載
- 2008年2月18日、劇団「麦の会」が、第45回山形県民芸術祭大賞受賞
- 2009年、『鶴岡市民大学講座』（鶴岡市中央公民館）にて『方言の豊かな表現力』～愛・敬・美～をテーマとして小坂深和（YTS山形テレビアナウンサー）と共に講師を務める。
  - 9月15日、「GALLERY MATSU」（酒井天美主宰）にて写真展『四季の旅人抄』開催（10月18日まで）
- 2010年5月23日、『山崎誠助先生「未来を語る会」白寿を祝う』（東京第一ホテル鶴岡・鳳凰の間）にて記念講演を行う。
- 2012年4月、鶴岡市芸術文化協会会長を退任。後任は東山昭子。

## 受賞歴
- 1970年（昭和45年）11月 - 高山樗牛賞
- 1971年（昭和46年）11月 - 山形県教育功労賞
- 1981年（昭和56年）12月 - 鶴岡市芸術祭賞
- 1989年（平成元年）11月 - 地域文化功労者賞
- 1989年（平成元年）11月 - 斎藤茂吉文化賞
- 1991年（平成3年）10月 - 鶴岡市政功労者賞
- 1995年（平成7年）11月 - 勲五等瑞宝章叙勲
- 1995年（平成7年）11月 - 第33回山形県民芸術祭大賞（劇団「麦の会」）
- 1997年（平成9年）10月 - 鶴岡市特別文化功績賞
- 1997年（平成9年）10月 - 山形大学同窓会特別文化功労表彰
- 2007年（平成19年）3月 - 鶴岡市名誉市民顕彰
- 2008年（平成20年）2月 - 第45回山形県民芸術祭大賞（劇団「麦の会」）
- 2012年（平成24年）4月 - 鶴岡市芸術祭特別功労賞

## 出版物

### 著書
- 1951年（昭和26年） - 「だれでもすぐできる児童演劇集」 五峰堂
- 1951年（昭和26年） - 「青空　だれにでも出来るよい子の演劇集」 五峰堂
- 1977年（昭和52年） - 「鶴岡の昔話」 絵：今井繁三郎 東北出版企画
- 1980年（昭和55年） - 「昔のやまがたうわさ話」 絵：斎藤満子 東北出版企画
- 1998年（平成10年） - 「くさの花」
- 1999年（平成11年） - 「野火燃える」
- 2000年（平成12年） - 「草の十字架」
- 2001年（平成13年） - 「うぐいす」
- 2002年（平成14年） - 「おにばばとさば売り」 絵：百瀬明日香
- 2002年（平成14年） - 「わが郷土鶴岡」 郷土読本をつくる会
- 2006年（平成18年） - 「遥かなる道程を - 山崎誠助著作集 - 」 山崎誠助著作集刊行会
- 2007年（平成19年） - 「鳥刺しの話 - 語り遺したい郷土の歴史 - 」 聞き手：犬塚幹士 鶴岡市教育委員会
- 2007年（平成19年） - 「私の歩いて来た道」

### VHS
- 2002年（平成14年）8月 - 「四季の旅人」 BGM：山崎一樹 サンナコ

### 監修
- 「庄内の伝統工芸 第1巻 絵ろうそく」
- 「庄内の伝統工芸 第2巻 竹塗」
- 「庄内の伝統工芸 第3巻 庄内杓子」
- 「庄内の伝統工芸 第4巻 黒柿細工」
- 「庄内の伝統工芸 第5巻 ばんどり」
- 「庄内の伝統工芸 第6巻 下駄」
- 「庄内の伝統工芸 第7巻 刃物鍛冶」
- 「庄内の伝統工芸 第8巻 ちょうちん」
- 「庄内の伝統工芸 第9巻 おろこぎ」
- 「庄内の伝統工芸 第10巻 鵜渡川原人形」
- 「庄内の伝統工芸 第11巻 シナ織」
- 「庄内の伝統工芸 第12巻 磯草塗」
- 「庄内の伝統工芸 第13巻 大宝寺焼」
- 「庄内の伝統工芸 第14巻 庄内竿」
- 「庄内の伝統工芸 第15巻 庄内竿（改訂版）」

## 親族
- 父親：山崎剛次郎 - 書家
- 長男：山崎一樹 - 音楽家、サンナコ代表

## 友人
- 酒井忠明 - 旧庄内藩主酒井家17代当主

## 参考資料
- 2002年（平成14年） - 「わが郷土鶴岡」郷土読本をつくる会
- 2002年（平成14年） - 「四季の旅人」BGM：山崎一樹 サンナコ
- 2006年（平成18年） - 「遥かなる道程を - 山崎誠助著作集 - 」山崎誠助著作集刊行会
- 『現代物故者事典2015－2017』615頁